# Wonteken
Het wonteken (₩) is het muntteken van de Zuid-Koreaanse won en de Noord-Koreaanse won. Het is ook het muntteken van de fictieve munteenheden Woolong uit Cowboy Bebop, en de Kinzcash uit de online game Webkinz.
De Unicode voor de ₩ is U+20A9.